# Diocese de Luz
A Diocese de Luz (Dioecesis Luceatinus), é uma circunscrição eclesiástica da Igreja Católica Apostólica Romana localizada em Luz, no estado de Minas Gerais, Brasil. Inicialmente chamada de Diocese de Aterrado, foi criada no dia 8 de julho de 1918 pela bula Romanis Pontificibus do Papa Bento XV, desmembrada da Arquidiocese de Mariana. A partir do dia 5 de dezembro de 1960 passou a denominar-se Diocese de Luz.

## Limites geográficos

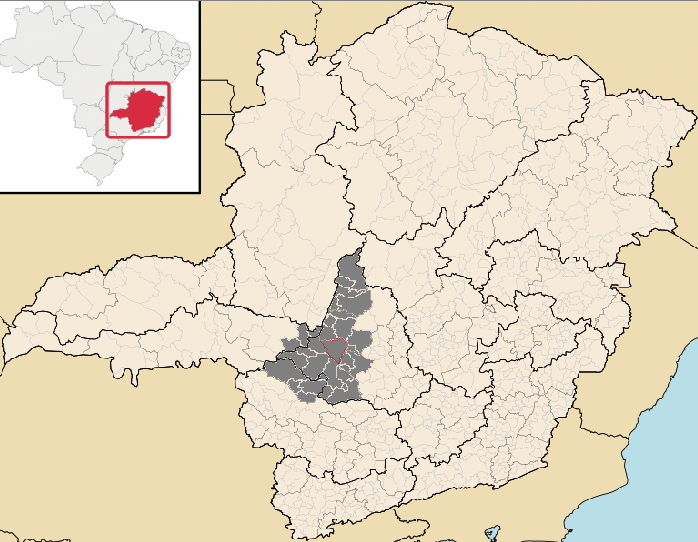
Mapa da diocese

Arquidiocese de Uberaba, Arquidiocese de Diamantina, Diocese de Sete Lagoas, Diocese de Patos de Minas, Diocese de Divinópolis, Diocese de Oliveira, Diocese de Campanha e Diocese de Guaxupé.

## Municípios
É composta pelos municípios de Abaeté, Arcos, Bambuí, Biquinhas, Bom Despacho, Campos Altos, Capitólio, Cedro do Abaeté, Córrego Danta, Córrego Fundo, Dores do Indaiá, Doresópolis, Estrela do Indaiá, Formiga, Iguatama, Japaraíba, Lagoa da Prata, Luz, Medeiros, Moema, Morada Nova de Minas, Paineiras, Pains, Pimenta, Piumhi, Pratinha, Quartel Geral, Santa Rosa da Serra, Santo Antônio do Monte, São Roque de Minas, Serra da Saudade, Tapiraí e Vargem Bonita.

## Paróquias
A Diocese de Luz abrange 33 municípios e possui 54 paróquias e 01 Regiões Pastorais. A seguir, as paróquias estão organizadas na seguinte ordem: município, padroeiro, data de criação, bispo que a criou e sua diocese na época em que foi criada.
- Abaeté = Região Pastoral Bom Pastor
- Abaeté = N. Sra. Patrocínio - 14/07/1864 - Dom Viçoso - Diocese de Mariana
- Arcos = N. Sra. do Carmo - 04/06/1859 - Dom Viçoso - Diocese de Mariana
- Arcos = N. Sra. do Rosário - 19/03/2010 - Dom Félix - Decreto 03/2010 - Pág. 25-26
- Arcos = Santo Antônio - 21/09/1999 - Dom Eurico - Decreto 06 / Pág. 26
- Arcos = São Cristóvão - 19/03/2010 - Dom Félix - Decreto 02/2010 - Pág. 24-25
- Arcos = Santa Rita de Cássia - 22/05/2023 - Dom Aristeu
- Bambuí = Sagrado Coração de Jesus - Dom Aristeu
- Bambuí = Sant’Ana - 1816 - Dom Cipriano - Diocese de Mariana
- Bambuí = N. Sra. das Graças - 19/11/2003 - Dom Félix - Decreto 13 / Pág. 09 v
- Biquinhas = Região Pastoral São Sebastião
- Bom Despacho = Nossa Senhora do Bom Despacho - 20/08/1834 - Dom Trindade - Anexada de BH à Luz em 1922
- Bom Despacho = São Vicente de Paulo - 25/11/1999 - Dom Eurico - Decreto 08 / Pág. 26 v
- Bom Despacho = São José Operário - 26/01/2004 - Dom Félix - Decreto 16 / Pág. 12 v
- Bom Despacho = N. Sra. do Rosário - 22/01/2011 - Dom Félix
- Campos Altos = Santa Terezinha - 1856 - Dom Viçoso - Anexada de Araxá à Luz em 1959
- Capitólio = São Sebastião - 15/06/1924 - Dom Manoel - Decreto 15 / Pág. 05 v
- Córrego Danta = São José - 1862 - Dom Viçoso - Diocese de Mariana
- Córrego Fundo = Sagrada Família - 08/12/1997 - Dom Eurico - Decreto 03 / Pág. 26
- Dores do Indaiá = N. Sra. das Dores - 1804 - Bispo de Olinda - Anexada à Mariana em 1860
- Doresópolis = N. Sra. das Dores - 23/03/1915 - Dom Silvério - Diocese de Mariana
- Estrela do Indaiá = Paróquia São Sebastião - 09/03/1929 - Dom Manoel - Decreto 49 / Pág. 12 v
- Formiga = N. Sra. de Lurdes - 30/05/2013 - Dom Félix - Decreto 01/2013 - Pág. 33-34
- Formiga = Sagr. Coração Jesus - 15/08/1963 - Dom Belchior - Decreto 85 / Pág. 23 v
- Formiga = São Geraldo - 15/12/2010 - Dom Félix - Decreto 04/2010 - Pág. 29-30
- Formiga = São Judas Tadeu - 20/01/2000 - Dom Eurico - Decreto 09 / Pág. 27
- Formiga = São Paulo Apóstolo - 10/12/2012 - Dom Félix - Decreto 01/2012 - Pág. 32-33
- Formiga = São Sebastião - 20/01/2000 - Dom Eurico - Decreto 10 / Pág. 05 v
- Formiga = São Vicente Férrer - 24/06/1932 - Dom Trindade - Diocese de Mariana
- Iguatama = N. Sra. da Abadia - 1862 - Dom Viçoso - Diocese de Mariana
- Japaraíba = N. Sra. do Rosário - 11/10/1987 - Dom Belchior - Decreto 01 / Pág. 25
- Lagoa da Prata = N. Sra. de Guadalupe - 30/08/2013 - Dom Félix - Decreto 03/2013 - Pág. 35-36
- Lagoa da Prata = São Carlos Borromeu - 15/07/1932 - Dom Manoel - Decreto 38 / Pág. 14 v
- Lagoa da Prata = São Sebastião - 24/06/2000 - Dom Eurico - Decreto 11 / Pág. 07
- Lagoa da Prata = São Francisco de Assis - 05/10/2011 - Dom Félix
- Luz = N. Sra. da Luz - 1856 - Dom Viçoso - Diocese de Mariana
- Luz = São José Operário - 26/01/2004 - Dom Félix - Decreto 17 / Pág. 14
- Medeiros = São José - 15/01/1954 - Dom Manoel - Decreto 78 / Pág. 21 v
- Moema = São Pedro Apóstolo - 23/06/1957 - Dom Manoel - Decreto 84 / Pág. 22 v
- Morada Nova de Minas = N. Sra. do Loreto - 1852 - Dom Viçoso - Diocese de Mariana
- Paineiras = São Rafael Arcanjo - 26/03/1952 - Dom Manoel - Decreto 76 / Pág. 20 v
- Pains = N. Sra. do Carmo - 31/10/1925 - Dom Manoel - Decreto 18 / Pág. 09 v
- Pimenta = N. Sra. do Rosário - 1852 - Dom Viçoso - Diocese de Mariana
- Piumhi = N. Sra. do Livramento - 1792 - Dom Domingos - Diocese de Mariana
- Piumhi = Santo Antônio - 26/01/2004 - Dom Félix - Decreto 14 / Pág. 11
- Piumhi = São Sebastião - 30/08/2013 - Dom Félix - Decreto 02/2013 - Pág. 34-35
- Pratinha = Santo Antônio - 1865 - Dom Viçoso - Anexada à Luz em 1959
- Quartel Geral = Espírito Santo - 26/01/2004 - Dom Félix - Decreto 15 / Pág. 12
- Santa Rosa da Serra = Santa Rosa de Lima - 15/08/2001 - Dom Eurico - Decreto 12 / Pág. 08 v
- Santo Antônio do Monte = Santo Antônio - 24/05/1854 - Dom Viçoso - Diocese de Mariana
- Santo Antônio do Monte = São João Bosco - 30/08/2013 - Dom Félix - Decreto 04/2013 - Pág. 36-37
- Santo Antônio do Monte = São José - 27/11/2009 - Dom Félix - Decreto 01/2009 - Pág. 22-23
- São Roque de Minas = São Roque - 1858 - Dom Viçoso - Diocese de Mariana

## Foranias

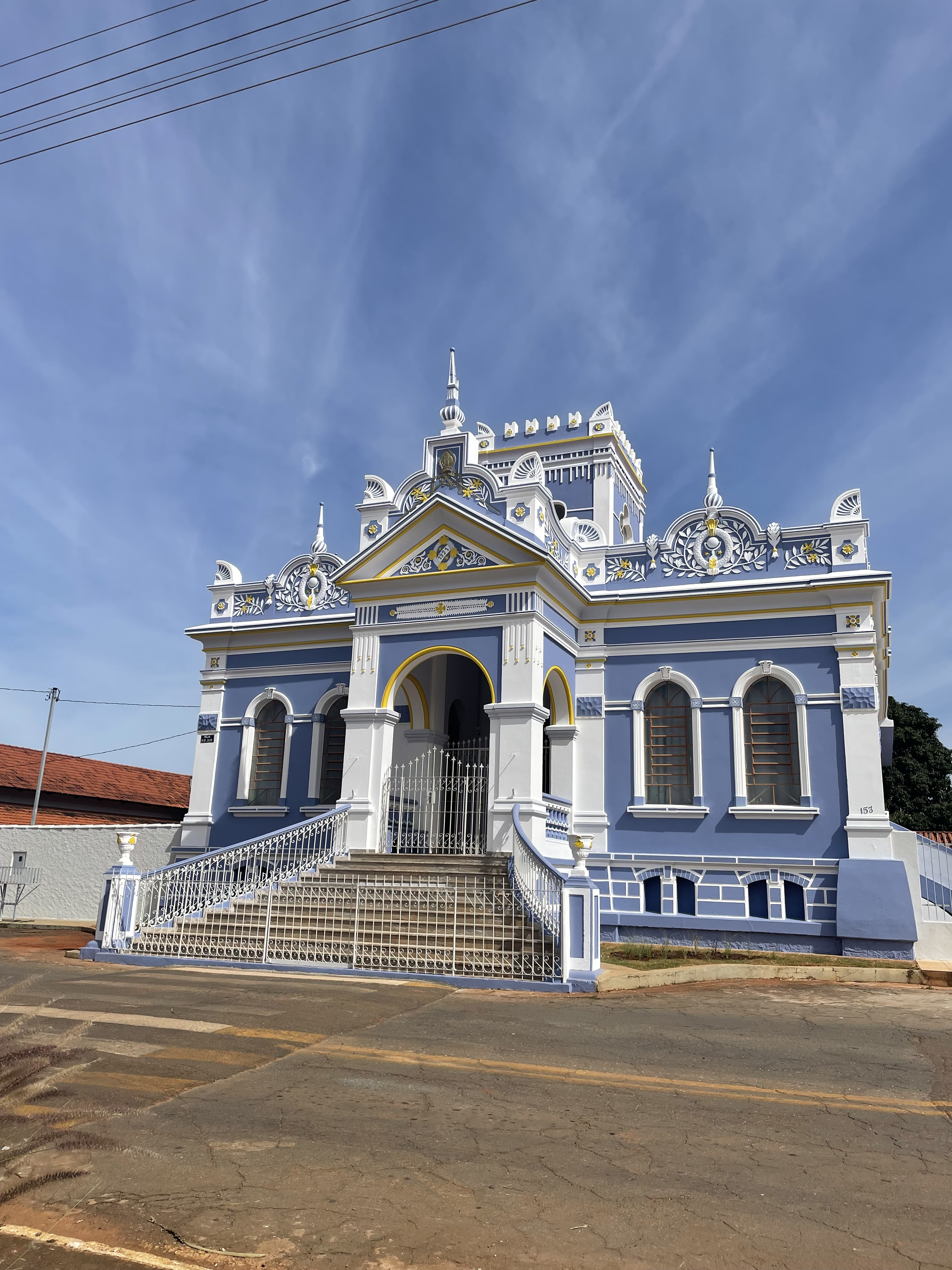
Palácio Episcopal, Sé Administrativa Diocesana, no Centro, em Luz.

1. Abaeté (Vigário Forâneo: Pe. Edvaldo Geraldo Fernandes)
2. Arcos (Vigário Forâneo: Pe. Samuel Henrique Borges)
3. Bambuí (Vigário Forâneo: Pe. Valter Valério Gonçalves)
4. Bom Despacho (Vigário Forâneo: Pe. Renato Dutra Borges, SDN)
5. Formiga (Vigário Forâneo: Pe. João Veloso Arantes)
6. Lagoa da Prata (Vigário Forâneo: Pe. Marcelo Albino)
7. Piumhi (Vigário Forâneo: Pe. Patriky Samuel Batista)

## Bispos diocesanos
| #               | Nome                                 | Período      | Notas                                 |
| Bispos          | Bispos                               | Bispos       | Bispos                                |
| --------------- | ------------------------------------ | ------------ | ------------------------------------- |
| 5º              | José Aristeu Vieira                  | 2015 - atual |                                       |
| 4º              | Antônio Carlos Félix                 | 2003 - 2014  | Nomeado bispo de Governador Valadares |
| 3º              | Eurico dos Santos Veloso             | 1994 - 2001  | Nomeado arcebispo de Juiz de Fora     |
| 2º              | Belchior Joaquim da Silva Neto, C.M. | 1967 - 1994  |                                       |
| 1º              | Manoel Nunes Coelho                  | 1921 - 1967  |                                       |
| Bispo-coadjutor |                                      |              |                                       |
|                 | Eurico dos Santos Veloso             | 1991-1994    |                                       |
|                 | Belchior Joaquim da Silva Neto, C.M. | 1960-1967    |                                       |